# 中道洋司
中道 洋司（なかみち ようじ、1990年5月8日 - ）は、元NHKのアナウンサー。

## 人物
東京都出身。早稲田大学政治経済学部卒業後、2014年入局。初任地は沖縄放送局。初任地沖縄は、自ら希望しての赴任だった。2018年7月に高知放送局に異動。2021年東京アナウンス室に異動。2023年3月31日で退職、Xspear Consultingへ転職した。

## 嗜好・挿話
- モットーは「直向きに、前向きに」[2]。

- 大学時代はコントラバスを演奏していた影響などで、好きな番組にクラシック音楽館を挙げている[6]。

- 趣味は散歩、カラオケ、睡眠で、カラオケでは平成生まれながら昭和歌謡を熱唱する[2]。

- 高知放送局時代に担当していた「こうちいちばん」では、自分の名字にかけて南海トラフ巨大地震やそれに伴う津波から身を守る方法を特集した「中道 この道 逃げる道」というコーナーを2019年度から担当していた[7]。

## 過去の担当番組
沖縄放送局時代（2014年度 - 2018年7月）
- 沖縄県のニュース・中継・リポート
- おきなわHOTeye（キャスター:稲塚貴一と隔週交代）

高知放送局時代（2018年8月 - 2020年度）
- こうちいちばん（キャスター:隔週、2018年8月 - 2021年3月）
- 高知県のニュース・中継・リポート

東京アナウンス室時代（2021年度 - 2022年度）
- ニュースウオッチ9（リポーター）（2021年3月29日 - 2023年3月31日）
- 日曜午前5時、6時台の定時ニュース（不定期）
  - 早朝担当の場合、NHKニュースおはよう日本のニュースリーダーを業務。
- 関東甲信越のニュース（日曜朝）
- 午前8時のNHKラジオニュース（キャスター：2021年5月29日）

## 同期のNHKアナウンサー
- 石橋亜紗
- 中山果奈
- 林田理沙
- 星麻琴
- 藤重博貴
- 安藤佳祐
- 浅井理
- 五十嵐椋
- 志賀隼哉
- 大谷昌弘
- 佐竹祐人